# Тај необичан дан (роман)
Тај необичан дан је српски роман научне фантастике. Аутор је Предраг Вукадиновић, коме је ово дебитантска књига.
Роман спаја мотив времеплова са другим Христовим доласком, користећи космолошке и религијске концепте. Објављен је као 65. књига у едицији „Знак Сагите“ 2012. године. 

## Радња
Планета дочекује нову 2100. годину. У Русији научници спремају „Пројекат Милева“ — машину за путовање кроз време, названу по Милеви Марић. Један од надарених московских криминалаца проваљује у супертајно постројење и краде машину. Планира да путује у 3000. годину, али ствари крећу другим током...

## Пријем код критике
Критичар београдског Блица Слободан Ивков оцењује роман као „више него занимљив“, а да „документарни умеци несумњиво обогаћују ово остварење“.
Писац и критичар Зоран Стефановић је поводом књиге истакао да је повезивање модерне физике и православне есхатологије новост у нашој поп-култури, а нарочито у прозној фантастици. Такође је похвалио приповедачки ритам и темпо.